# První vláda Jicchaka Rabina
První vláda Jicchaka Rabina byla sestavena Jicchakem Rabinem 3. června 1974 poté, co 11. dubna rezignovala předsedkyně vlády Golda Meirová a Rabin byl 26. dubna zvolen předsedou Strany práce. Bylo to poprvé, kdy izraelskou vládu vedl rodilý Izraelec (ačkoli se Rabin narodil v Britském mandátu Palestina před získáním nezávislosti).
Koalice byla tvořena aliancí Ma'arach, která měla 54 křesel (tvořena Stranou práce, stranou Mapam a dvěma izraelskými arabskými stranami, Pokrok a rozvoj a Arabská kandidátka pro beduíny a venkovany, které se konci volebního období sloučily do Sjednocené arabské kandidátky), Nezávislými liberály, kteří měli čtyři křesla, a stranou Rac, která měla tři křesla. Stala se tak první koalicí v izraelské historii, v níž nebyla zastoupena žádná náboženská strana. Tento stav trval až do 30. října, kdy se ke koalici připojila Národní náboženská strana, čímž se počet křesel zvýšil na 71. Strana Rac však 6. listopadu koalici opustila, čímž se počet křesel snížil o tři. Při sestavování vlády se Rabin vzdal postu ministra rozvoje.
Vláda byla rozpuštěna Rabinem 22. prosince 1976 poté, co se Národní náboženská strana zdržela hlasování o nedůvěře v souvislosti s porušením šabatu během obřadu na základně Izraelského vojenského letectva. Vláda fungovala bez poslanců Národní náboženské strany, kteří všichni 22. prosince rezignovali, jako úřednická vláda až do sestavení první vlády Menachema Begina po volbách v květnu 1977. Rabin 6. dubna oznámil, že rezignuje na funkci předsedy Strany práce. Jeho nástupcem byl jednomyslně zvolen ministr obrany Šimon Peres. Protože izraelské zákony rezignaci úřednické vlády zakazují, Rabin se z funkce předsedy vlády odvolal a Peres nastoupil na jeho místo jako neoficiální úřadující předseda vlády.

## Členové vlády
| Vláda                         | Vláda                                                 | Vláda                                                  |
| Úřad                          | Člen vlády                                            | Politická strana                                       |
| ----------------------------- | ----------------------------------------------------- | ------------------------------------------------------ |
| Předseda vlády                | Jicchak Rabin                                         | Ma'arach                                               |
| Místopředseda vlády           | Jig'al Alon                                           | Ma'arach                                               |
| Ministr zemědělství           | Aharon Uzan                                           | Nebyl členem Knesetu                                   |
| Ministr komunikací            | Jicchak Rabin (do 20. března 1975)                    | Ma'arach                                               |
| Ministr komunikací            | Aharon Uzan (od 20. března 1975)                      | Nebyl členem Knesetu                                   |
| Ministr obrany                | Šimon Peres                                           | Ma'arach                                               |
| Ministr školství a kultury    | Aharon Jadlin                                         | Ma'arach                                               |
| Ministr financí               | Jehošua Rabinovic                                     | Nebyl členem Knesetu                                   |
| Ministr zahraničních věcí     | Jig'al Alon                                           | Ma'arach                                               |
| Ministr zdravotnictví         | Viktor Šem-Tov                                        | Nebyl členem Knesetu                                   |
| Ministr bydlení               | Avraham Ofer (do 3. ledna 1977)                       | Ma'arach                                               |
| Ministr bydlení               | Šlomo Rozen (od 16. ledna 1977)                       | Nebyl členem Knesetu                                   |
| Ministr absorpce imigrantů    | Šlomo Rozen                                           | Nebyl členem Knesetu                                   |
| Ministr informací             | Aharon Jariv                                          | Ma'arach                                               |
| Ministr vnitra                | Šlomo Hilel (do 29. října 1974)                       | Ma'arach                                               |
| Ministr vnitra                | Josef Burg (29. říjen 1974 - 22. prosinec1976)        | Národní náboženská strana                              |
| Ministr vnitra                | Šlomo Hilel (od 16. ledna 1977)                       | Ma'arach                                               |
| Ministr spravedlnosti         | Chajim Josef Cadok                                    | Ma'arach                                               |
| Ministr práce                 | Moše Bar'am                                           | Ma'arach                                               |
| Ministr policie               | Šlomo Hilel                                           | Ma'arach                                               |
| Ministr náboženství           | Chajim Josef Cadok (do 29. října 1974)                | Ma'arach                                               |
| Ministr náboženství           | Jicchak Rafa'el (30. říjen 1974 - 22. prosinec 1976)  | Národní náboženská strana                              |
| Ministr náboženství           | Chajim Josef Cadok (od 16. ledna 1977)                | Ma'arach                                               |
| Ministr turismu               | Moše Kol                                              | Nebyl členem Knesetu                                   |
| Ministr obchodu a průmyslu    | Chajim Bar-Lev                                        | Nebyl členem Knesetu                                   |
| Ministr dopravy               | Gad Ja'akobi                                          | Ma'arach                                               |
| Ministr sociální péče         | Viktor Šem-Tov (do 29. října 1974)                    | Nebyl členem Knesetu                                   |
| Ministr sociální péče         | Micha'el Chazani (30. říjen 1974 - 2. červenec 1975)  | Národní náboženská strana                              |
| Ministr sociální péče         | Jicchak Rabin (7. červenec 1975 - 29. červenec 1975)  | Ma'arach                                               |
| Ministr sociální péče         | Josef Burg (29. červenec 1975 - 4. listopad 1975)     | Národní náboženská strana                              |
| Ministr sociální péče         | Zevulun Hammer (4. listopad 1975 - 22. prosinec 1976) | Národní náboženská strana                              |
| Ministr sociální péče         | Moše Bar'am (od 16. ledna 1977)                       | Ma'arach                                               |
| Ministr bez portfeje          | Šulamit Aloniová (do 6. listopadu 1974)               | Rac                                                    |
| Ministr bez portfeje          | Jisra'el Galili                                       | Ma'arach                                               |
| Ministr bez portfeje          | Gid'on Hausner                                        | Nebyl členem Knesetu                                   |
| Náměstek ministra zemědělství | Džabar Muadí (od 24. března 1975)                     | Ma'arach Pokrok a rozvoj Sjednocená arabská kandidátka |
| Náměstek ministra komunikací  | Džabar Muadí (do 24. března 1975)                     | Ma'arach                                               |
| Náměstek ministra komunikací  | Elijahu Moj'al (od 24. března 1975)                   | Ma'arach                                               |